# Sisymbrium erysimoides

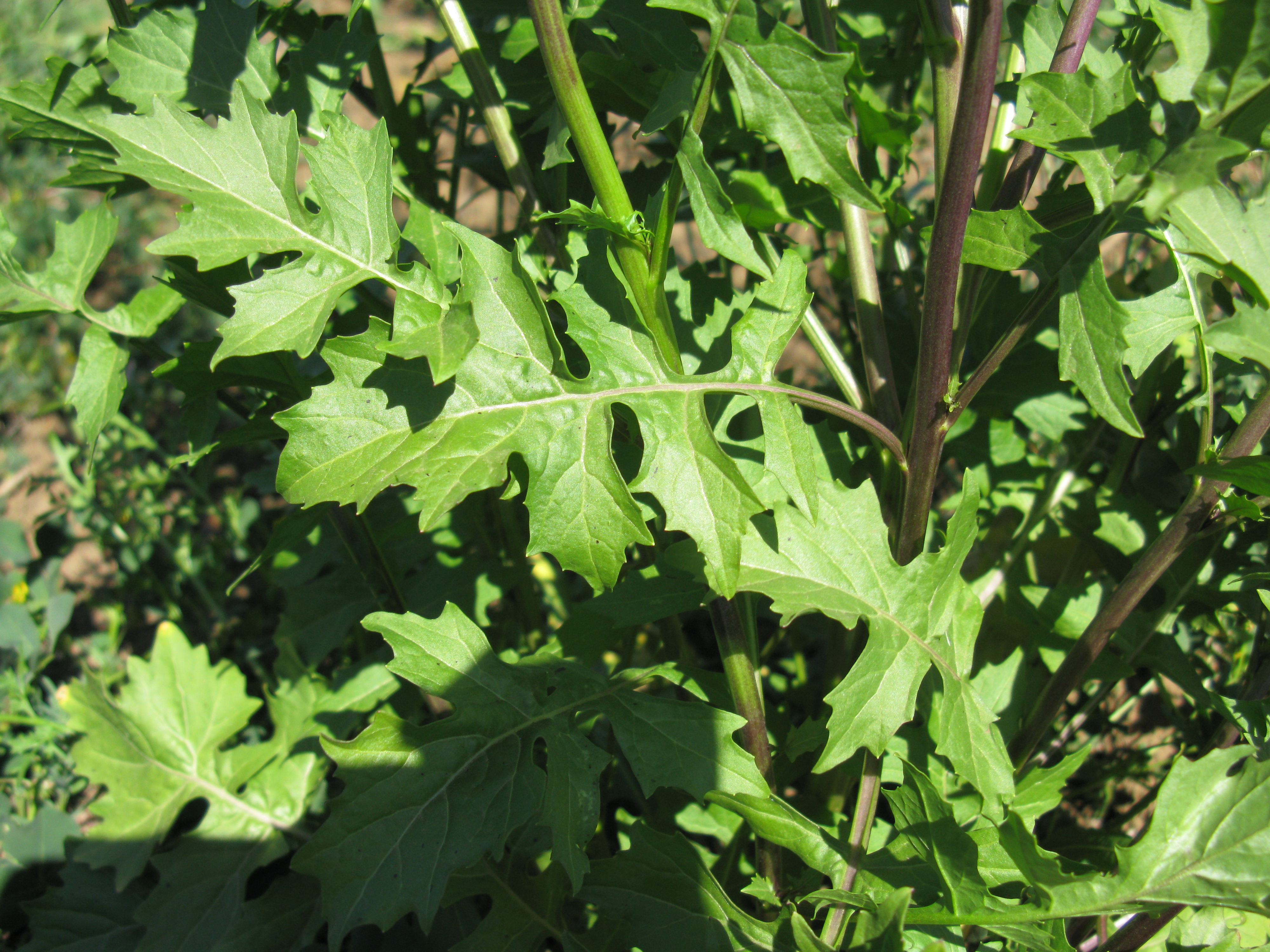
Sisymbrium erysimoides (folhas juvenis).

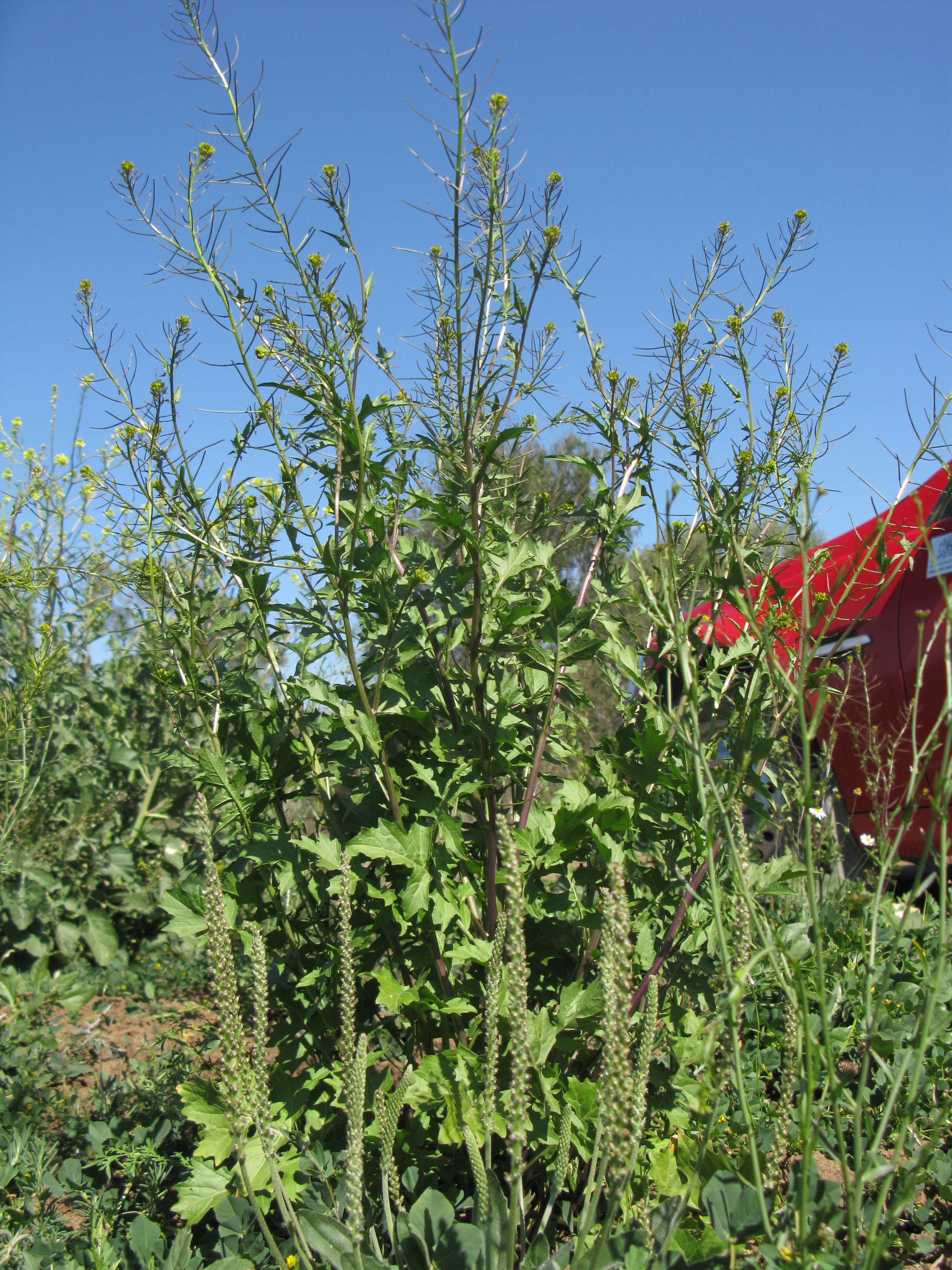
Sisymbrium erysimoides (hábito).

Sisymbrium erysimoides é uma espécie de planta com flor pertencente à família Brassicaceae, com distribuição natural no Norte de África (até ao Sinai e partes de Israel), Península Ibérica e parte da Macaronésia (Açores e Madeira), sendo frequente como planta ruderal. As folhas juvenis são utilizada como salada e a espécie é utilizada como planta medicinal na medicina tradicional de algumas regiões da Península Ibérica.

## Descrição
A espécie S. erysimoides é um terófito nativa da margem sul do Mediterrâneo (onde se distribui desde Marrocos ao Sinai e a Israel) e do sudoeste europeu. Na região da Macaronésia é nativa do Arquipélago da Madeira e possivelmente introduzida no Arquipélago dos Açores. A espécie encontra-se naturalizada em diversas regiões temperadas e subtropicais.
S. erysimoides é uma planta anual, glabra ou ligeira e curtamente pubescente, neste último caso com tricomas simples. Os caules são erectos, com 10–60 cm de altura, em geral simples ou pouco ramificados.
As folhas são maioritariamente glabras. As folhas inferiores são pecioladas, pinatifendidas, com os lóbulos terminais geralmente ovados e todos os lóbulos subinteiros a irregularmente dentados. As folhas superiores são pequenas, com poucos lóbulos.
Flores com pedicelos com 1-2,5 mm de comprimento, pubescentes. As sépalas com 2–3 mm de comprido, verde-pálidas. As pétalas com 2–3 mm de comprido, amarelo pálido. Estiletes com 0,7–1 mm de comprido.
Os frutos são siliquas lineares e rectas, com 18-35x1 mm, patentes a erecto-patentes, em pedicelos de 2–6 mm de comprido, patentes e largos. As sementes com 0,8–1 mm de diâmetro, de coloração amarelo-acastanhada na maturação.
O habitat mais comum são os terrenos abertos e expostos. Ocorre frequentemente como planta ruderal em bermas de caminhos e terrenos disturbados, sendo comum como planta infestante em terrenos arados.
A autoridade científica da espécie é René Desfontaines (Desf.), que publicou a descrição científica da espécie na sua obra Flora Atlantica (2: 84.) em 1798.
A espécie não se encontra protegida por legislação portuguesa ou da União Europeia.

## Etnobotânica
As folhas juvenis podem ser utilizadas na confecção de saladas, com sabor e consistência semelhantes à rúcula.
Na medicina tradicional de algumas das regiões onde tem distribuição natural, a espécie é utilizada como planta medicinal no tratamento de afecções respiratórias.
Entre as moléculas com potencial interesse terapêutico presentes na espécies incluem-se os antioxidantes apigenina (apigenina-7-O-galctosido, apigenina-7-O-β-rhamnosidi, apigenina-7-O-glucuronido, apigenina-7-O-rhamnosyl galactoronido), kaempferol (kamepferol-3-xilosido-7-galactosido) e quercetina (quercetina-6,4′-dimethoxy-3-fructo-rhamnoside e quercetina-4′-methoxy-3-fructo-rhamnosido).